# ラフ・ライダーズ
ラフ・ライダーズ（英語 Ruff Ryders）は、ニューヨークを拠点とするヒップホップ系のレコードレーベル兼マネージメント会社である。またヒップホップ系アーティスト集団名でもある。
1988年創業。その名前は、間違った英語の綴りが用いられているが、これは米西戦争時にセオドア・ルーズベルトが派遣した第1次騎兵隊に付けられた名である「ラフ・ライダーズ（Rough Riders）」と区別するための意図的な命名である。ラフ・ライダーズは、まずDMXを売り出しに成功することで名を高めた。1990年代後半にデフジャムからデビューしたDMXが、数百万枚の大ヒットを記録したのである。DMXの成功を受け、ラフ・ライダーズはインタースコープ・レコード傘下で独自のレコードレーベルを立ち上げた。そして女性ラッパーのイヴ（Eve）、バッド・ボーイ・レコードから移籍してきたロックス（Lox）、その中心的存在であったジェイダキス、さらにドラッグ・オン（Drag On）、BETで放映されている「106＆パークス」のフリースタイルバトルを勝ち抜いた中国系ラッパーのジン（Jin）などが成功を収めていく。また創設者の甥であるスウィズ・ビーツ（Swizz Beatz）が殆どの楽曲のプロデュースを務めている。キャシディの才能を見出したのも、彼であった。